# 9548 Фортран
9548 Фортран (9548 Fortran) — астероїд головного поясу, відкритий 13 лютого 1985 року.
Тіссеранів параметр щодо Юпітера — 3,483.